# Caudatoscelis marmorata
Caudatoscelis marmorata es una especie de mantis de la familia Amorphoscelidae.

## Distribución geográfica
Se encuentra en Costa de Marfil.